# Museo Marítimo Ría de Bilbao

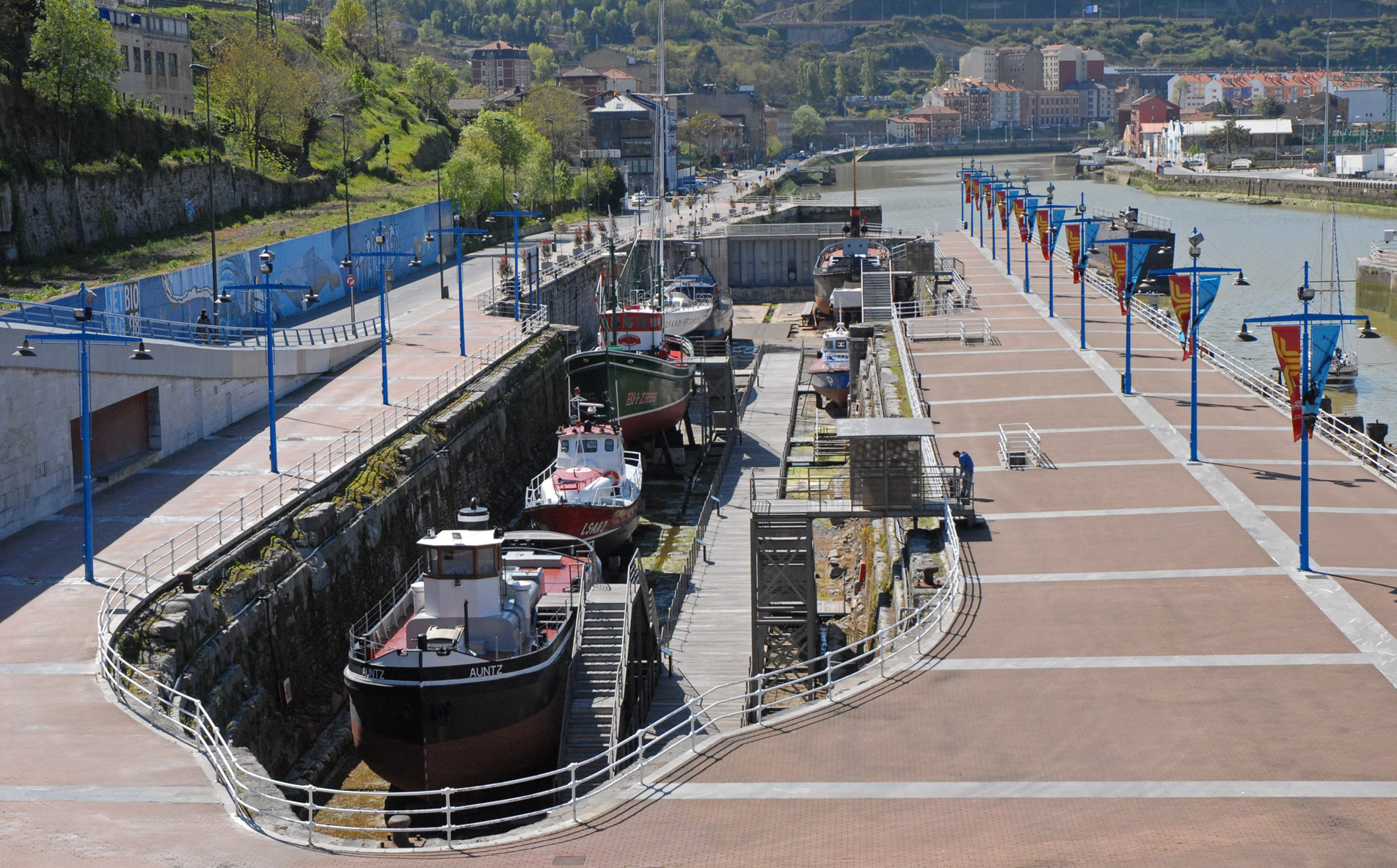
Außengelände

Das Museo Marítimo Ría de Bilbao ist ein See- bzw. Schifffahrtsmuseum in Bilbao (Baskenland/Spanien). Neben Exponaten zur Schifffahrt wird auch die Stadtgeschichte und Entwicklung von Bilbao thematisiert. Der Ausstellungsraum des Museums befindet sich unter einer Brücke auf dem Gelände einer ehemaligen Werft. Das Museum ist mit sehr vielen Schiffsmodellen ausgestattet.

## Ausstellung
Die permanente Ausstellung zeigt sowohl den Holzschiffbau als auch den Metallschiffbau. Das Außengelände zeigt diverse über Treppen zugängliche Schiffe in einem historischen und nun trockengelegten Hafenbecken.